# The Great Gatsby (2013)
The Great Gatsby is een Amerikaanse stereoscopische film uit 2013 onder regie van Baz Luhrmann. Het is een verfilming van de gelijknamige roman van F. Scott Fitzgerald uit 1925, met Leonardo DiCaprio, Tobey Maguire, Carey Mulligan en Joel Edgerton in de hoofdrollen.
De film vertelt het verhaal van een Nick Carraway, die ten tijde van de roaring twenties in New York op zoek gaat naar de American Dream en zodoende verzeild raakt in het leven van de feestende miljonair Jay Gatsby en zijn nicht Daisy Buchanan. De film ging op 16 mei 2013 in première en kreeg in de Verenigde Staten matige kritieken. De pers in Nederland was positiever gestemd over de kwaliteit.

## Verhaal
Nick Carraway (Maguire) is een depressieve alcoholist die met zijn psychiater praat over Gatsby, de meest hoopvolle man die hij ooit heeft ontmoet. Omdat hij niet goed uit zijn woorden kan komen, adviseert de psychiater hem om zijn verhaal over Gatsby op te schrijven: Na zijn diploma aan Yale-universiteit verhuist Nick in de zomer van 1922 naar een kleine woning in de rijke buurt West Egg in Long Island nabij Manhattan. Hij komt nauwelijks rond met het verkopen van obligaties. Zijn buurman is de mysterieuze Gatsby, die extravagante feesten houdt in zijn luxueuze landhuis en die niemand persoonlijk lijkt te kennen. Hij besluit een bezoek te brengen aan zijn nicht Daisy Buchanan (Mulligan) die is getrouwd met de rijke erfgenaam Tom (Edgerton) en woont in een villa in East Egg. Daisy probeert Nick tevergeefs te koppelen aan haar vriendin, een cynische jonge golfer genaamd Jordan Baker (Debicki). Jordan onthult aan Nick dat Tom een maîtresse heeft in een industriële sloppenwijk tussen Long Island en Manhattan.
Niet lang na het horen van dit geheim reist Nick met Tom naar deze achterbuurt, waar hij bij de garage van George B. Wilson (Clarke) kennismaakt met Toms minnares, George's echtgenote Myrtle Wilson (Fisher). Het tweetal neemt Myrtle mee naar Manhattan, waar Tom een appartement heeft gehuurd speciaal om zijn affaire met Myrtle te kunnen houden. In deze kamer houdt Myrtle een vulgair feest waar de alcohol rijkelijk vloeit. Nick raakt voor de tweede keer in zijn leven dronken en zoent uiteindelijk met Myrtle's dominante zus Catherine (Ward). Aan het feest komt abrupt een eind als Tom en Myrtle slaags ruzie krijgen.
Op een dag krijgt Nick een uitnodiging om een van de feesten van Gatsby bij te wonen. Na zijn aankomst komt hij al snel tot de ontdekking dat van de honderden gasten aanwezig, van wie niemand een uitnodiging heeft, geen enkel persoon Gatsby persoonlijk kent. Samen met Jordan wordt Nick voorgesteld aan Jay Gatsby (DiCaprio), die hen hoffelijk ontvangt. Jordan vertelt Nick later dat Gatsby in 1917 een kortstondige maar hartstochtelijke relatie heeft gehad met Daisy (waaraan een eind kwam toen hij naar het front werd gestuurd), en nog steeds smoorverliefd op haar is. Met zijn extravagante levensstijl en grootse feesten hoopt hij enkel te bereiken dat Daisy ooit voor zijn deur staat. Op verzoek van Gatsby regelt Nick een ontmoeting tussen het tweetal in zijn huis, en na een aanvankelijk ongemakkelijke ontmoeting, herontdekken ze de romantiek en beginnen een affaire met elkaar.
Niet veel later nodigt Gatsby de Buchanans, Nick en Jordan uit voor een etentje bij hem thuis, waar hij Tom wil mededelen dat Daisy hem zal verlaten. Hoewel Daisy uiteindelijk te angstig is om haar affaire op te biechten, groeit bij Tom alsnog argwaan vanwege de intieme interactie. Hoewel hij zelf ook een buitenechtelijke relatie heeft, is hij diep beledigd door de ontrouw van Daisy, en nodigt het viertal uit voor een dagje uit in New York. Ze huren een suite in het Plaza Hotel, waar Tom Gatsby confronteert met de affaire. Tom maakt duidelijk dat Daisy zielsveel van hem houdt en onthult aan Daisy dat Gatsby een zwendelaar die zijn geld samen met crimineel Wolfsheim (Bachchan) verdient met het illegaal verkopen van drank en andere criminele activiteiten. Gatsby, die zijn imago als gentleman met een aanzienlijke achtergrond merkt worden kapotgemaakt, breekt en dreigt Tom aan te vallen. Het verliezen van zijn zelfbeheersing beangstigt Daisy, en zij neemt daarop het besluit dat ze beter af is bij Tom. Om zijn onschadelijkheid te bewijzen, staat Tom erop dat Gatsby en Daisy een auto delen naar Long Island.
Tom, Nick en Jordan delen een andere auto naar Long Island, en komen op de terugweg erachter dat de auto waarin Gatsby en Daisy zaten, Myrtle heeft doodgereden. George is ontroostbaar en zweert wraak op de automobilist die niet stopte na de aanrijding. Tom suggereert dat Gatsby de dader is en Myrtle wilde vermoorden omdat ze zijn minnares was en de affaire wilde beëindigen. Eenmaal in Long Island komt Nick tot de ontdekking dat Daisy achter het stuur zat. Gatsby is echter vastberaden om alle schuld op zich te nemen en is ervan overtuigd dat Daisy - die thuis bij Tom is - hem de volgende dag zal bellen om hun toekomstplannen te bespreken. De volgende morgen vertrekt Nick naar zijn werk en besluit Gatsby een duik te nemen in zijn zwembad. Op het moment dat hij wordt gebeld, wordt hij doodgeschoten door George, die vervolgens zelfmoord pleegt. Niet Daisy, maar Nick bleek Gatsby te hebben gebeld, maar Gatsby sterft met de gedachte dat Daisy met hem wilde zijn. Daisy heeft echter de keuze gemaakt om haar erfenis veilig te stellen door bij Tom te blijven. Tom en Daisy laten Gatsby opdraaien voor de dood van Myrtle en George, en besluiten elders een nieuw leven op te bouwen met hun dochter. Nick is de enige die de waarheid weet en is bedroefd dat niemand op Gatsby's begrafenis komt opdagen. Hij kijkt met walging naar de oppervlakkige en immorele elite in Long Island en besluit terug te verhuizen naar het platteland.
Terug bij zijn psychiater voltooit Nick zijn verhaal op schrift en noemt het The Great Gatsby.

## Rolverdeling
- Leonardo DiCaprio als Jay Gatsby
- Tobey Maguire als Nick Carraway
- Carey Mulligan als Daisy Buchanan
- Joel Edgerton als Tom Buchanan
- Elizabeth Debicki als Jordan Baker
- Isla Fisher als Myrtle Wilson
- Amitabh Bachchan als Meyer Wolfsheim
- Jason Clarke als George B. Wilson
- Brendan Maclean als Klipspringer
- Callan McAuliffe als Jonge Jay Gatsby
- Sam Davis als een Barman
- Gemma Ward als Catherine, zus van Myrtle Wilson
- Gus Murray als Teddy
- Stephen James King als Nelson
- Jens Holck als een Monk
- Max Cullen als Owl Eyes

## Productie

### Preproductie
In december 2008 kwam het nieuws dat Australische regisseur Baz Luhrmann plannen had om de roman van F. Scott Fitzgerald te verfilmen. Het idee ontstond al tien jaar voor de première, toen de regisseur tijdens een reis in Siberië erg onder de indruk raakte van het herlezen van het boek. Hij verhuisde in september 2010 met zijn familie van Australië naar Lower Manhattan om de film op locatie te kunnen opnemen, met een start van de draaidagen in juni 2011. Luhrmann kon niet tot een beslissing komen of hij de film in 3D wilde opnemen, en kondigde in januari 2011 in dat hij zich wellicht terugtrok van het project.
Hoewel in 2010 werd gemeld dat Sony Pictures Entertainment de distributie op zich zou nemen, nam Warner Bros. Entertainment, Inc. deze rol in 2011 over.
Luhrmann hield er een bijzondere casting op na: als auditie liet hij de acteurs workshops met elkaar volgen, om zodoende ook te peilen of de acteurs goed samenwerkten. Na een workshop in het najaar van 2010, waar Leonardo DiCaprio de rol van Gatsby las, Tobey Maguire van Carraway en Rebecca Hall van Daisy, kwam Luhrmann tot de conclusie dat hij niemand anders wilde dan DiCaprio en Maguire voor de mannelijke hoofdrollen. De Volkskrant schreef dat DiCaprio zich bovendien liet verleiden tot het nemen van de rol door Luhrmann met een originele druk van het boek.
Het zoekproces naar de juiste actrice om Daisy te spelen, bleek lastiger. Hoewel Hall ook een kanshebber was, overwoog Luhrmann ook de actrices Keira Knightley, Amanda Seyfried, Blake Lively, Abbie Cornish, Michelle Williams, Natalie Portman en Scarlett Johansson. Johansson was de meest serieuze gedaagde voor de rol, totdat ze een aanbod van Cameron Crowe accepteerde om te verschijnen in We Bought a Zoo (2012), die gelijktijdig met The Great Gatsby werd opgenomen. De miljoenenrol ging uiteindelijk in midden november 2010 naar Carey Mulligan. Haar casting verliep vlot, omdat ze pas op 2 november 2010 las voor de rol en uiteindelijk slechts twee keer heeft geauditeerd. Toen Mulligan het nieuws hoorde, barstte ze uit in tranen van geluk, en ze gaf toe dat ze haar geluk niet op kon over met welke grote namen ze ging samenwerken. Ze kreeg bovendien zes boeken over Zelda Fitzgerald van Luhrmann ter voorbereiding van de rol, en sprak met verscheidene Fitzgerald-specialisten. Over de casting van Daisy concludeerde Luhrmann: "Ik heb de mogelijkheid gehad om samen te werken met de meest getalenteerde actrices van de wereld die allen hun eigen legitieme, enthousiaste interpretaties gaven aan het personage. Maar specifiek in verband met deze productie, was ik enthousiast om de Britse actrice Carey Mulligan op te bellen en 'Hallo, Daisy Buchanan' te kunnen zeggen.
Het aanstellen van de bijrollen volgde enkele tijd later. Ben Affleck wees de rol van Tom Buchanan in april 2011 af, omdat hij het project niet kon combineren met de opnamen van zijn eigen film Argo (2012). Een maand later kreeg Joel Edgerton de rol, nadat Bradley Cooper er een korte tijd voor had gelobbyd. Ook Luke Evans was een sterke kandidaat voordat Edgerton werd gecast. Gelijktijdig werd Isla Fisher gecast als Myrtle Wilson

### Opnamen

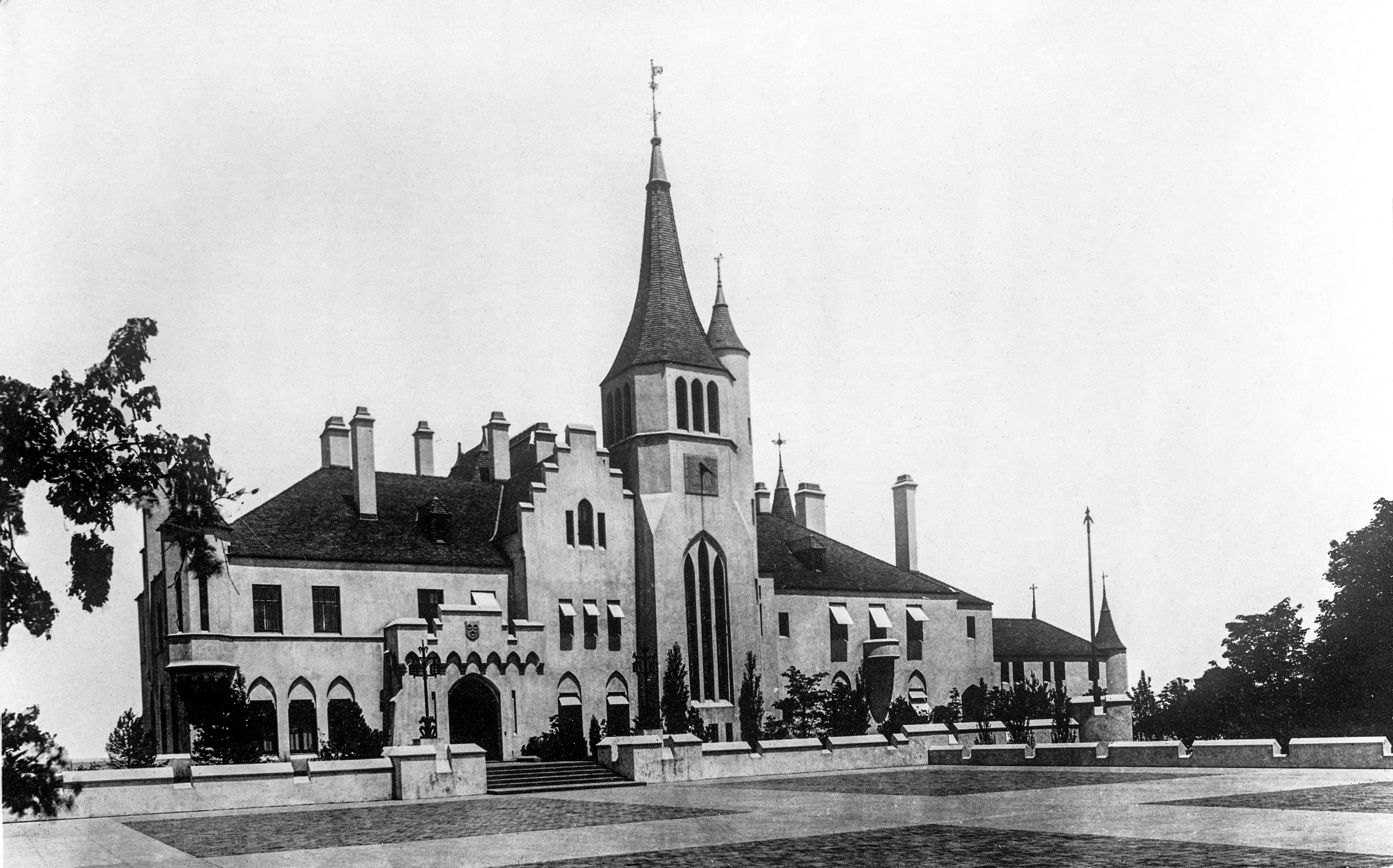
de Beacon Towers diende als inspiratie voor het landhuis van Gatsby

Naar verwachting zouden de opnamen in juni 2011 van start gaan in New York. De film zou zeventien weken in productie zijn met 400 cast- en crewleden, en vervolgens dertig weken in postproductie zijn. De draaidagen vonden uiteindelijk plaats in Sydney, van september tot en met december 2011. In januari 2012 werden enkele scènes opnieuw opgenomen. Luhrmann pakte groots uit de op de set, en besteedde veel aandacht aan het creëren van een authentiek tijdsbeeld. Zo liet hij vintage auto's overschepen uit een museum.
Decorontwerper Catherine Martin, die is getrouwd met Luhrmann, liet zich voor het interieur van Gatsby's landhuis beïnvloeden door de stroming art deco. De Beacon Towers was waarschijnlijk voor F. Scott Fitzgerald de inspiratie voor het landhuis, en daarom paste Martin ook dit decor toe. Ook Oheka Castle en La Selva Mansion, beiden gesitueerd in Long Island, dienden als inspiratie. De buitenshots van het landhuis werden opgenomen bij het International College of Management te Sydney.
Martin liet zich voor het landgoed van de Buchanans inspireren door de Old Westbury Gardens. Het decor van het huis werd nagebouwd op de geluidset en in de postproductie digitaal vergroot. Het interieur is beïnvloed door de stijl van de Hollywood Regency. De architectuur van Carraways kleine huis is ten slotte geïnspireerd door de American Arts and Crafts movement met meubilair vergelijkbaar met de stijl van Gustav Stickley.
Elizabeth Debicki, die de rol vertolkt van Jordan Baker, was de enige nieuwkomer in een van de hoofdrollen, maar vertelde in een interview dat haar nervositeit werd onderdrukt door de krachtige energie van Luhrmann op de set.

### Postproductie
Op 12 maart 2013 kwam het nieuws dat The Great Gatsby de openingsfilm is van de 66e editie van het Filmfestival van Cannes. Cannes kreeg hierom veel kritiek, omdat de film gelijktijdig al een release in de nationale bioscopen kreeg, en daarmee dus de standaard naar beneden zou brengen.

## Muziek
Voor de soundtrack van de film zorgden onder anderen Beyoncé, Lana Del Rey, Andre 3000, Jay-Z, The xx, Jack White en Nero. Een van de nummers heet Back To Black en is een cover van de hit van Amy Winehouse. Jay-Z werd als muziekproducent aangeraden door DiCaprio.

## Ontvangst

### Opbrengst
In de weken voor de release werden in winkels al meer kopieën van het boek verkocht dan tijdens het leven van F. Scott Fitzgerald. De film bracht in de Verenigde Staten in zijn openingsweekend onder verwachting $51,1 miljoen dollar op, en wist hiermee Iron Man 3 niet van de troon te stoten.
De film opende in Nederland in 93 bioscoopzalen en kreeg ook in dit land veel media-aandacht (de première in Cannes haalde de voorpagina van De Volkskrant).

### Recensies
Ondanks "immense belangstelling van het publiek" - het tijdschrift TIME noemde The Great Gatsby als een van de twintig films die men niet mag missen in 2013 - werd de film in de Verenigde Staten matig tot slecht ontvangen door de pers. Het kreeg een 50% 'Rotten' beoordeling op Rotten Tomatoes, met een gemiddelde van een 5,9/10 gebaseerd op 175 reviews. De consensus is dat de film ambitieus en visueel indrukwekkend is, wat ten koste gaat van de inhoud. Luhrmann liet zich laconiek uit over de verdeelde meningen: "Kijk, als je mij wilt prijzen, ga dan vooral je gang, want ik ben dol op complimenten. Ik ben er echter ook aan gewend dat mijn films de meningen verdelen. [..] Het belangrijkste is dat je film een publiek vindt en het afgelopen weekend zijn er in Amerika alvast duizenden mensen voor naar de bioscoop gegaan."
De Telegraaf beoordeelde de film met drie sterren en schreef dat, ondanks een lofzang voor Joel Edgerton en in mindere mate Leonardo DiCaprio - die een "prima Gatsby neerzet" - de film "niet geheel geslaagd" is, omdat "de cineast te kwistig [strooit] met visuele (3D-)trucjes, virtuoze montages en bombastische muziek." De recensent ging mee in de consensus, en merkte zodoende op: "niet het hart van het verhaal, maar de audiovisuele aankleding krijgt te veel de overhand in een film die nergens verveelt, maar ook niet beklijft."
De Volkskrant was het eens met deze consensus en schreef dat "The Great Gatsby is nog altijd goed te genieten als luxueuze verpakking, maar die is wel vele malen mooier dan het uitgepakte cadeau. [..] Die angst om het publiek ook maar een moment te vervelen is tegelijk Luhrmanns achilleshiel: van spanningsopbouw is nauwelijks sprake, we hoppen van moment naar moment. [..] De visuele pracht en literair gewicht [..] dwingt zijn acteurs hier tot een korset." De recensent gaf lof aan het gebruik van muziek: "Zelden sloot een anachronistische muziekscore zo glorieus aan bij een periodefilm." Ook DiCaprio werd geprezen; Mulligan moest het ontgelden en bleef volgens de recensent "gevangen in haar personage van bordkarton." De film werd beoordeeld met drie uit vijf sterren.
NU.nl was minder weemoedig gestemd, en had vier uit vijf sterren over voor de film. De recensent sprak de bombast en overdaad goed, omdat het goed zou passen bij de personage die DiCaprio vertolkt. Bovendien werd Luhrmann geprezen voor zijn gebruik van muziek in de film: "de hiphop van Jay Z en de covers van The Bryan Ferry Orchestra gaan naadloos over in de charleston." De criticus concludeerde: "Wie bereid is zich aan The Great Gatsby over te geven wacht een overdonderende orgie van film en muziek."
Volgens Luhrmann was de kleindochter van Fitzgerald op de Amerikaanse première naar hem toegestapt om haar goedkeuring voor de film mee te delen: "Ik ben speciaal uit Vermont gekomen om deze film te bekijken en ik denk dat mijn grootvader trots op je zou zijn geweest. Iedereen zegt altijd dat het onmogelijk is zijn woorden in filmtaal om te zetten, maar ik geloof dat het je is gelukt. En trouwens, de muziek was geweldig!"